# 阿旺南杰 (仁蚌巴)
阿旺南杰（藏語：ངག་དབང་རྣམ་རྒྱལ，威利转写：ngag-dbang rnam-rgyal，?—1544年或1554年），是1435年到1565年统治后藏的仁蚌巴领袖，他1512年到1544年或1554年在位。
阿旺南杰是措杰多吉的儿子，仁蚌巴创立者诺布桑波的孙子。1510年，他父亲去世。仁蚌巴当时控制烏思藏大权，西部可达古格王朝。 家族领袖是阿旺南杰的堂兄顿月多吉。帕木竹巴贡玛当时没有实权。1509年仁蚌巴和年轻的贡玛阿旺札西札巴的矛盾开始升级。1510年，措杰多吉的葬礼时，顿月多吉让阿旺南杰率领军队反对帕木竹巴。不久，两大家族和解，1512年顿月多吉去世，没有子嗣、他指定浪卡子的Zilnonpa(1505年)，情妇的儿子作为他的继承人。 Zilnonpa虽然到1567年还有他活动的记载，1512年之后阿旺南杰就是仁蚌巴的军事领袖了。
阿旺南杰、Zilnonpa远不及顿月多吉成功。1515年，帕木竹巴和仁蚌巴之间的敌意爆发，发生了一系列冲突。仁蚌巴所辖的一些地区投靠帕木竹巴。 1517年，阿旺南杰的势力从拉萨撤出，藏传佛教格魯派在二十年后恢复了参见默朗木祈愿大法会的权利。1518年开始和解。贡玛正式任命Zilnonpa为仁蚌宗宗本。这样帕木竹巴恢复了一些他们以前在前藏的权威，仁蚌巴仍主导后藏。前后藏新的麻烦在1538年爆发，但权力平衡依然存在。 
阿旺南杰在一定程度上从其他方面弥补了他的损失。1547年之后，江孜镇等后藏的边远地带也服从他的权势。
叶尔羌汗国的将领米尔咱·马黑麻·海答儿1532年侵占拉达克和克什米尔。从叶尔羌经过克什米尔山谷开通到南亚的道路。1532年秋，海答儿开始了往东打探，目的是达到“乌斯藏”（拉萨），被他称为西藏的麦加。穆斯林入侵只见到很少的阻力，到达玛旁雍錯。然而在那里，军队大多数的马死亡了。海答儿和部分军队掠夺阿里地区的牲畜。事实证明西藏地形和气候比任何军队更加难以战胜。海答儿到了到拉萨只有八天的行程的地方。最终放弃了入侵计划。1533年初，他回到拉达克，已经失去了大部分军队。 西藏历史中未提到这次入侵，但它严重影响了仁蚌巴的政局。1545年、1548年海答儿在拉达克和巴尔蒂斯坦又开始新的计划，1551年海答儿去世。
尽管政治命运如此，阿旺南杰被认为是一位杰出而傲慢的战士和学者。人称他掌握五种科学、六十四种艺术（文学技巧、天文学、表演艺术等等）。
在仁蚌巴较大的仪式上，他穿戴有古代西藏王风俗的衣服和饰品。他统治时，有著名的大丝绸绘画问世。 
1544年，阿旺南杰去世 ，噶玛巴为他的葬礼仪式安排资金。。其他记载表明阿旺南杰还活着，并于1547年从事战争。 葛玛巴1554年,噶玛巴第八世噶瑪巴·米覺多傑请求为阿旺南杰奉献祈祷。
他三个儿子中的顿珠才旦多吉、阿旺吉扎接替他。在他们的统治下，仁蚌巴势力宣告结束。